# Buffy Summersová
Buffy Anne Summersová je fiktivní postava, kterou vytvořil americký televizní a filmový scenárista a producent Joss Whedon. Poprvé se představila v roce 1992 v celovečerním filmu Buffy, zabíječka upírů, v letech 1997–2003 byla protagonistkou televizního seriálu Buffy, přemožitelka upírů, na který navázala mezi roky 2007 a 2018 vydávaná oficiální komiksová série (jak film, tak seriál i komiksy mají shodný originální název – Buffy the Vampire Slayer). Objevila se také v odvozeném televizním seriálu Angel a vyskytuje se rovněž v množství dalšího materiálu z daného fikčního světa, jako jsou rebootové komiksové série a další nekanonické romány, komiksy a videohry. Postavu Buffy Summersové ztvárnila ve filmu Kristy Swanson, v seriálu Sarah Michelle Gellar. Videohry namluvila Giselle Loren, která postavě propůjčila svůj hlas také v krátkém animovaném klipu, jenž vznikl při přípravě nakonec nerealizovaného animovaného seriálu. V komiksovém seriálu z řady Buffy the Vampire Slayer Season Eight ji namluvila Kelly Albanese.
Buffy je protagonistkou celého příběhu, který prostupuje všemi uvedenými médii a který popisuje její život a dospívání. Ve filmu je středoškolskou roztleskávačkou, která zjistí, že je předurčena být přemožitelkou (v originále Slayer) – vyvolenou dívkou se sílou a schopnostmi zabíjet upíry, démony a další síly zla. Televizní seriál ukazuje, jak 16letou Buffy přivedl osud do malého kalifornského města Sunnydale, které bylo postaveno na mystickém portále vedoucím do pekla (tzv. Brána pekel). V navazujících komiksech je již mladou ženou, která přijala své povinnosti a která je nyní zodpovědná za výcvik jí podobných dívek.
Postava Buffy byla vytvořena jako opak stereotypní ženské postavy, která je ve většině hororových filmů pouze jednou z obětí. Joss Whedon chtěl vytvořil silnou ženskou kulturní ikonu, srovnávanou např. s komiksovou Wonder Woman. Seriál se stal kultovním dílem a samotná postava Buffy Summersové jednou z nejvýznamnějších televizních postav přelomu 20. a 21. století. V roce 2004, tedy krátce po ukončení sedm let vysílaného seriálu, byla americkou televizní stanicí Bravo uvedena na 13. místě v žebříčku „100 největších televizních postav“. Magazín Entertainment Weekly v roce 2010 zařadil Buffy na třetí místo v seznamu 100 největších postav v populární kultuře za posledních 20 let, po Homeru Simpsonovi a Harrym Potterovi. Podle AOL jde o šestou nejpamátnější ženskou televizní postavu, a podle serveru AfterEllen.com pátou nejoblíbenější ženskou televizní postavu.